# Maurice Bessy
Pour les articles homonymes, voir Bessy (homonymie).
Maurice Bessy est un écrivain et homme de presse français, également scénariste, historien du cinéma et romancier, né le 4 décembre 1910 à Nice et mort le 15 novembre 1993 dans le 16e arrondissement de Paris.

## Biographie

### Origines, formation et débuts
Maurice Max Justin Bessy naît le 4 décembre 1910 à Nice, ville où son père est exploitant d'une salle de cinéma.
Après des études au lycée de Nice, il fait divers petits métiers cinématographiques dans cette ville qui dispose de studios de cinéma, puis arrive à Paris où il mène en parallèle plusieurs carrières toutes liées au cinéma.

### Carrière
Journaliste, Maurice Bessy donne ses premières piges cinématographiques au Petit Niçois, un journal local, avant de rejoindre Cinémonde quelques années après sa création. Il y succède à Suzanne Chantal comme rédacteur en chef, de 1934 à 1939. Il obtient le prix du reportage cinématographique pour sa série : Hollywood, paradis perdu.
Il est le fondateur avec Marcel Idzkowski du prix Louis-Delluc en 1937.
Après guerre, il devient directeur de la publication de plusieurs revues : Le Film français, Une semaine de Paris, Paris théâtre, Bulletin du Festival de Cannes. Il dirige Cinémonde lorsque ce journal est relancé par Jean-Placide Mauclaire.
Scénariste, il collabore notamment avec Julien Duvivier, sur Voici le temps des assassins (1956), et Orson Welles, avec qui il fut très lié, et dont il traduit et adapte en français deux romans (Une grosse légume et Monsieur Arkadin).
Il fonda en 1954 son catalogue de films, Télédis, le premier distributeur français indépendant. Il rachetait les droits de films qu'il considérait comme injustement dévalués et il leur donnait une nouvelle distribution. Le catalogue fut racheté par Gaumont en 2002.
Écrivain, il publie plusieurs romans, notamment chez Fasquelle et Albin Michel, et par ailleurs quelques essais qui montrent une curiosité éclectique. Toutefois, il consacra l'essentiel de son activité de plume à de nombreux ouvrages sur le cinéma, ses techniques et son histoire. Il est l'auteur d’un dictionnaire du cinéma et de la télévision en quatre volumes et d'une histoire du films français en cinq volumes.
Personnalité du monde cinématographique, il est délégué général du Festival de Cannes de 1971 à 1977.
Collectionneur, il rassemble des pièces importantes des premiers temps du cinéma français et conserve des livres, photos et négatifs de films de cette période.

### Mémoires
Son livre de mémoires paru en 1977, Les Passagers du souvenir, fourmille de portraits et d'anecdotes qui illustrent avec verve un demi-siècle de cinéma français.

### Vie privée
Maurice Bessy épouse Francine Willems le 4 janvier 1940 mais en divorce le même jour : actrice, elle se fait connaître sous le nom de Francine Bessy. Elle se remariera en 1950 avec l’acteur et metteur en scène Pierre Dux.
Maurice Bessy a adopté le fils né en 1941 d'un premier mariage de sa nouvelle conjointe : ce garçon est le futur présentateur de radio et télévision Fabrice.

### Mort
Maurice Bessy meurt le 15 novembre 1993 dans le 16e arrondissement de Paris.
Il est inhumé dans le cimetière de Garches.

### Distinction
Maurice Bessy a été fait chevalier de la Légion d'honneur[réf. souhaitée].

## Filmographie
En tant que scénariste, dialoguiste ou adaptateur
- 1939 : La Brigade sauvage de Marcel L'Herbier
- 1943 : L'Homme sans nom de Léon Mathot
- 1943 : Les Mystères de Paris de Jacques de Baroncelli
- 1944 : Le Carrefour des enfants perdus de Léo Joannon
- 1950 : Casabianca de Georges Péclet
- 1956 : Voici le temps des assassins de Julien Duvivier
- 1962 : Le Diable et les Dix Commandements de Julien Duvivier (segments Luxurieux point ne seras, Tes père et mère honoreras)
- 1966 : Le Roi de cœur de Philippe de Broca

## Publications
Auteur
- Sang nouveau , roman, bibliothèque Charpentier, Fasquelle, 1938
- Buisson ardent, roman, Fasquelle, 1944
- Georges Méliès : Mage suivi de Mes mémoires par Georges Méliès, avec Lo Duca, Édition Prisma, 1945 - rééd. « Édition du centenaire 1861-1961 », Pauvert, 1961
- Les Trucages au cinéma, préf. d'Orson Welles, Édition Prisma, 1951
- Monsieur Chaplin ou le Rire dans la nuit, Jacques Damase, 1952
- Voici le temps des assassins, roman, France Empire, 1956
- Car c'est Dieu qu'on enterre, roman, Albin Michel, 1960
- Imprécis d'érotisme, « Bibliothèque internationale d'érotologie » no 7, Pauvert, 1961
- Histoire en 1000 images de la magie, Pont-Royal, 1962
- Bilan de la magie, Albin Michel, 1963
- Orson Welles, coll. « Cinéastes de notre temps », Paris, Seghers, 1965
- Dictionnaire du cinéma et de la télévision, avec Jean-Louis Chardans, Pauvert, 1965
- Walt Disney, coll. « Cinéma d'aujourd'hui » no 64, Seghers, 1970
- L'Érotisme au cinéma, 12 vol., avec Lo Duca, Filmarchives, 1977-1982
- Les Passagers du souvenir, mémoires, Albin Michel, 1977
- Mort, où est ton visage ?, essai sur les masques mortuaires, Monaco, Le Rocher, 1981
- Orson Welles, Pygmalion, 1982  (ISBN 2-85704-121-7)
- Jean Renoir, avec Claude Beylie, Pygmalion, 1989  (ISBN 978-2857042853)
- Charlie Chaplin, Pygmalion, 1997  (ISBN 978-2857041757)
- Histoire du cinéma français, 7 vol., Pygmalion, 1997
  - Histoire du cinéma français : Encyclopédie des films, 1929-1934
  - Histoire du cinéma français : Encyclopédie des films, 1935-1939
  - Histoire du cinéma français : Encyclopédie des films, 1940-1950
  - Histoire du cinéma français : Encyclopédie des films, 1951-1955
  - Histoire du cinéma français : Encyclopédie des films, 1956-1960
  - Histoire du cinéma français : Encyclopédie des films, 1961-1965
  - Histoire du cinéma français : Encyclopédie des films, 1966-1970
- Eric von Stroheim, Pygmalion, 1997  (ISBN 978-2857041719)
- Les Mystères de la chambre noire. Histoire de la projection animée, Pygmalion, 1997  (ISBN 978-2857043263)
- Viviane Romance, Pygmalion, 2001  (ISBN 978-2857047254)
- Le Rire, hommage à Bergson, hors commerce

Traducteur, adaptateur
- Orson Welles, Une grosse légume, roman, coll. « L'Air du temps », Gallimard, 1953
- Orson Welles, Monsieur Arkadin (Mr Arkadin), roman, coll. « L'Air du temps », Gallimard, 1954 - rééd. en 1969 et 1973 (La Guilde du Livre/Edito-Service)